# Reserves de divises
Les reserves de divises són dipòsits de moneda estrangera en poder dels bancs centrals. Són actius dels governs i poden servir per a aplicar diferents polítiques econòmiques, acostumen a estar diversificats entre diverses monedes com ara el dòlar, l'euro o el ien.

## Origen
Antigament les reserves estaven formades únicament per or, conegudes com a reserves d'or. Després de la Convenció de Bretton Woods, però, els Estats Units van vincular el dòlar a l'or, cosa que va donar la sensació que els dòlars tenien el mateix valor que aquest metall. Temps després, el govern americà va decidir desvincular-ne el dòlar, que esdevingué una moneda fiduciària (en anglès, fiat money).

## Usos
Les reserves poden ser utilitzades pels bancs centrals per a comprar la moneda pròpia en una intervenció, permetent un cert control sobre els tipus de canvi. En comprar moneda pròpia, n'augmenta la demanda i, en conseqüència, n'augmenta el preu en comparació amb la resta de divises. Generalment aquestes intervencions es duen a terme per evitar l'especulació i els alts i baixos econòmics que puguin afectar el tipus de canvi.
D'altra banda, els bancs centrals també poden optar per comprar encara més divises, provocant una devaluació de la moneda pròpia.
Tant la compra com la venda massiva de divises són un instrument molt interessant que tenen els governs per a controlar els dèficits comercials.

## Reserves per països

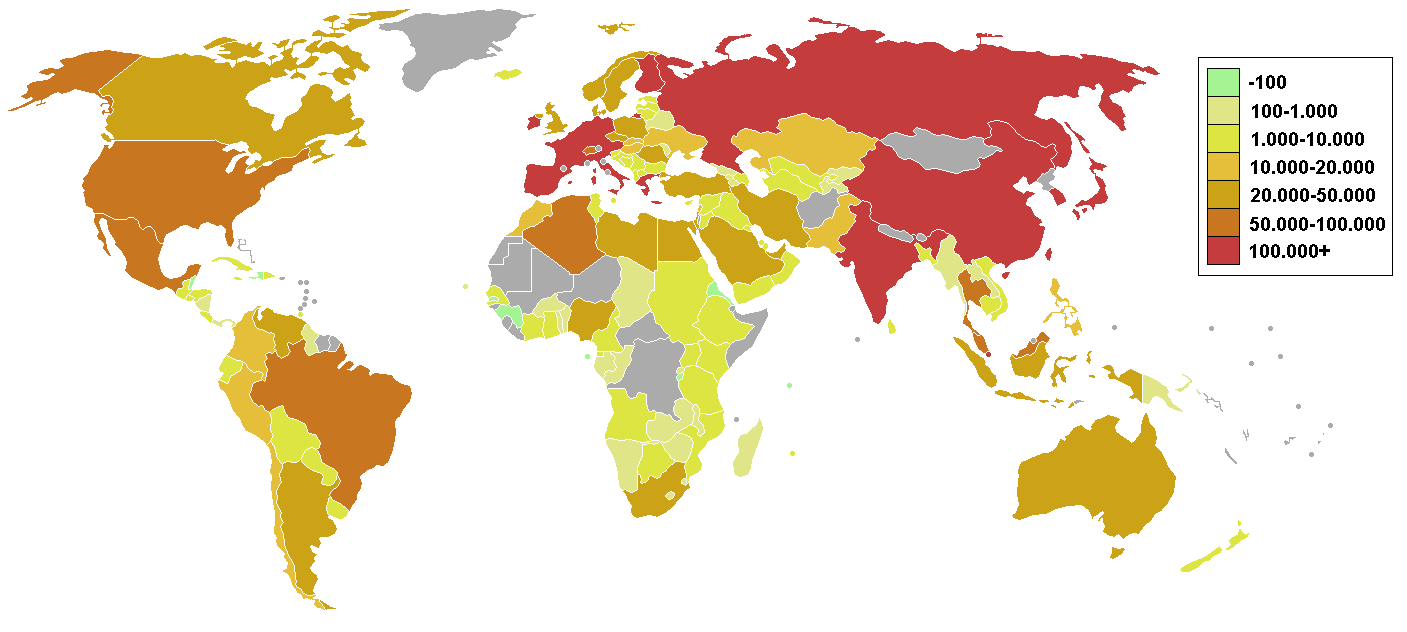
Mapa de les reserves de divises i or més grans.
En milions de dòlars.

Països amb les reserves de divises i or més grans:
(Dades del CIA Factbook Arxivat 2007-06-13 a Wayback Machine.)
| Rànquing | País             | Milions de dòlars |
| 1.       | Japó             | 845.000           |
| 2.       | Xina             | 795.100           |
| 3.       | Eurozona         | 336.950           |
| 4.       | Taiwan           | 225.800           |
| 5.       | Corea del Sud    | 210.400           |
| 6.       | Rússia           | 181.300           |
| 7.       | Índia            | 145.000           |
| 8.       | Singapur         | 123.500           |
| 9.       | Hong Kong (Xina) | 122.300           |
| 10.      | Estats Units     | 86.940            |